# Traité des animaux
Le Traité des animaux est un essai philosophique de Condillac paru en 1755.
Le sous-titre éclaire les intentions de Condillac : Où, après avoir fait des observations critiques sur le sentiment de René Descartes, et sur celui de M. de Buffon, on entreprend d’expliquer leurs principales facultés. Partant du thème philosophique de la sensibilité et l'intelligence des animaux, très discuté au milieu du XVIIIe siècle, Condillac prolonge la réflexion de Descartes et commente l’Histoire naturelle de Buffon (publiée à partir de 1749). C'est aussi un prétexte pour évoquer la nature humaine et son rapport à Dieu.

## Éditions
- Traité des animaux, par M. l'Abbé de Condillac de l'Académie royale de Berlin, à Amsterdam et se vend à Paris, chez De Bure, Ch. Ant. Jombert, 1755. 232 p. (disponible dans GoogleBooks).
- Traité des animaux, Paris, Ch. Houel imprimeur, 1798.
- Traité des animaux, Paris, Vrin, 1981. Fac-simile de l'édition Houel.
- Traité des animaux, Paris, Librairie Arthème Fayard, 1984  (ISBN 9782213014715), 440 p.
- Traité des animaux, préf. Jean-Marc Simonet, 2010, lire en ligne.
- Traité des animaux, préf. de Michel Malherbe, Paris, Vrin, 2004  (ISBN 978-2-7116-1665-7), 256 p.
- Traité des animaux, présentation et commentaire de Denis Colin, Rosny, Bréal, 2004, 155 p.

### Liens
- Notices d'autorité :   - VIAF
  - BnF (données)
  - IdRef
  - Israël